# 约翰·朱迪斯
约翰·朱迪斯（英語：John B. Judis）是一位美国作家和记者，曾为《新共和》等杂志的资深编辑，主要作品有《民粹主义大爆炸：经济大衰退如何改变美国和欧洲政治》（The Populist Explosion: How the Great Recession Transformed American and European Politics）等。